# Piccioni (film)
Piccioni (The Sidelong Glances of a Pigeon Kicker, conosciuto anche come Pigeons) è un film del 1970 diretto da John Dexter.
Il film è tratto dal romanzo The Sidelong Glances of a Pigeon Kicker di David Boyer.

## Distribuzione
La pellicola è stata distribuita nelle sale cinematografiche statunitensi a partire dal 21 ottobre 1970.
Nell'edizione DVD statunitense del 2012 mancano circa 15 minuti del film.